# David Bradley (brytyjski aktor ur. 1942)
David John Bradley (ur. 17 kwietnia 1942 w Yorku) – brytyjski aktor teatralny, telewizyjny i filmowy. Występował w roli Argusa Filcha w serii filmów o Harrym Potterze oraz jako Walder Frey w serialu Gra o tron. Wystąpił również jako pierwszy Doktor w serialu Doktor Who.

## Życiorys
Urodził się w Yorku, w hrabstwie North Yorkshire, gdzie uczęszczał do katolickiej szkoły średniej im. św. Jerzego i śpiewał w chórze. Jako członek klubu młodzieżowego występował w produkcji muzycznej na scenie Rowntree Youth Theatre.
W 1966 przeprowadził się do Londynu, gdzie studiował w Royal Academy of Dramatic Art. Przez szesnaście lat był związany z Royal Shakespeare Company. W latach 70. grał w Royal National Theatre Laurence’a Oliviera. W 1991 został uhonorowany Laurence Olivier Award za drugoplanową rolę błazna w tragedii Williama Shakespeare’a Król Lear w Royal National Theatre.
17 lipca 2012 został uhonorowany tytułem doctor honoris causa University of Warwick, a 19 listopada 2015 także Uniwersytetu St John York.

## Filmografia

### Filmy fabularne
- 1987: Nadstaw uszu (Prick Up Your Ears) jako właściciel zakładu
- 1998: Bagaż życia (Left Luggage) jako Concierge
- 2001 Dwa w jednym (Blow Dry) jako Noah Thwaite
- 2001: Harry Potter i Kamień Filozoficzny (Harry Potter and the Sorcerer’s Stone) jako Argus Filch
- 2002: Nicholas Nickleby jako Nigel Bray
- 2002: Harry Potter i Komnata Tajemnic (Harry Potter and the Chamber of Secrets) jako Argus Filch
- 2004: Egzorcysta: Początek (Exorcist: The Beginning) jako ks. Gionetti
- 2004: Harry Potter i więzień Azkabanu (Harry Potter and the Prisoner of Azkaban) jako Argus Filch
- 2005: Klasa pana Harveya (Mr Harvey Lights a Candle) jako Archie
- 2005: Harry Potter i Czara Ognia (Harry Potter and the Goblet of Fire) jako Argus Filch
- 2007: Hot Fuzz – Ostre psy jako Arthur Webley
- 2007: Harry Potter i Zakon Feniksa (Harry Potter and the Order of the Phoenix) jako Argus Filch
- 2008: Kolor magii (The Colour of Magic) jako Cohen Barbarzyńca
- 2009: Harry Brown jako Leonard Attwell
- 2009: Harry Potter i Książę Półkrwi (Harry Potter and Half-Blood Prince) jako Argus Filch
- 2010: Kolejny rok (Another Year) jako Ronnie
- 2010: Harry Potter i Insygnia Śmierci: Część I jako Argus Filch
- 2011: Kapitan Ameryka: Pierwsze starcie jako Tower Keeper
- 2011: Harry Potter i Insygnia Śmierci: Część II jako Argus Filch
- 2013: An Adventure in Space and Time jako William Hartnell
- 2013: To już jest koniec (The World’s End) jako Basil

### Seriale TV
- 1995: Na sygnale (Casualty) jako Stanmore
- 1996: Sprawa dla Wycliffe’a (Wycliffe) jako Joe Mawnan
- 1998: Targowisko próżności (Vanity Fair) jako Sir Pitt Crawley
- 2003: Morderstwa w Midsomer (Midsomer Murders) jako Zielony człowiek
- 2009: Dynastia Tudorów (The Tudors) jako Will Somers, królewski błazen (odcinek 3x05)
- 2010: Przygody Sary Jane (The Sarah Jane Adventures) jako Shansheeth (głos)
- 2010: Nowe triki (New Tricks) jako Simon Beswick / John Plummer
- 2011: Gra o tron jako Walder Frey
- 2011: Budząc zmarłych (Waking the Dead) jako George Barlow
- 2012: Doktor Who jako Solomon (odcinek 7x02)
- 2012: Złe wychowanie (Bad Education) jako Ennis
- 2013: Gra o tron jako Walder Frey
- 2013: Broadchurch jako Jack Marshall
- 2014–2017: Wirus (The Strain) jako prof. Abraham Setrakian
- 2016–2017: Gra o tron jako Walder Frey
- 2017: Doktor Who jako pierwszy Doktor